# Joe Jonas
Joseph (Joe) Adam Jonas (Casa Grande (Arizona), 15 augustus 1989) is een Amerikaanse zanger en acteur. Hij vormde van 2005 tot 2013 samen met zijn twee broers, Kevin Jonas en Nick Jonas de band genaamd Jonas Brothers. Sinds 2019 zijn de Jonas Brothers weer bij elkaar. Sinds 2016 is Joe Jonas de hoofdzanger van de poprockband DNCE. Deze band maakte in 2022 een comeback.

## Carrière
Zijn eerste album met de Jonas Brothers 'It's About time' kwam uit op 8 augustus 2006. Van het album werden maar 50.000 exemplaren geperst voordat hun platenmaatschappij de samenwerking beëindigde. Hun tweede album 'Jonas Brothers' verkocht in voldoende mate voor een nieuwe platenmaatschappij. Het haalde de hitlijsten in Amerika. Hun derde album is op 12 augustus 2008 uitgekomen en heet A Little Bit Longer. Er kwam nog een album uit in 2009 Lines vines and trying times, een groot succes. De liedjes van het album 'Lines, Vines and Trying Times' hebben zij verwerkt in de "World Tour" in 2009, in Nederland op 13 november.
In 2008 kwam zijn eerste film uit. Samen met Demi Lovato speelt hij de hoofdrol. In de film Camp Rock speelt hij Shane Gray, een verwaand popidool dat op een zomerkamp les moet geven in hiphop dansen. Hij speelde een gastrol in Hannah Montana in 2007. In 2010 kwam Camp Rock 'The Final Jam' uit. En daar speelden de broertjes ook weer in samen met Demi Lovato.
Joe Jonas heeft ook een muziekvideo voor het liedje Make A Wave gemaakt samen met Demi Lovato van Friends For Change.
Op 19 mei 2011 maakte Jonas bekend dat hij een soloalbum zal uitbrengen. Jonas lanceerde op 3 juni 2011 zijn eerste single die niet is opgenomen met zijn broers, maar met Chris Brown, genaamd 'See no more'. Dit gebeurde op radiostation Chicago's B96.
Vanaf 2019 treedt hij weer met zijn broers op in de formatie Jonas Brothers. Samen brachten zij het album Happiness Begins uit met daarop o.a. de singles Sucker en Only Human, die in Nederland de top 10 haalden.
Op 17 juli 2024 kondigde hij zijn tweede soloalbum aan dat eind december zal verschijnen. De plaat zal Music For People Who Believe In Love heten. Op 19 juli verscheen de eerste single genaamd Work It Out. Op 4 oktober bracht hij de tweede single van het album naar buiten: What This Could Be. 

## Persoonlijk
Joe Jonas is een zoon van een voormalig docente gebarentaal en zangeres en een voormalige predikant. Hij was van 2019 tot en met 2024 getrouwd met actrice Sophie Turner. Samen hebben ze twee dochters.

## Acteur
| Jaar | Titel                                | Rol         | Opmerking |
| ---- | ------------------------------------ | ----------- | --------- |
| 2007 | Hannah Montana                       | Zichzelf    | Gastrol   |
| 2008 | Camp Rock                            | Shane Gray  | Hoofdrol  |
| 2008 | JONAS                                | Zichzelf    | Hoofdrol  |
| 2009 | Jonas Brothers 3D concert experience | zichzelf    | Hoofdrol  |
| 2009 | Night at the Museum 2                | Cherubijn   | Bijrol    |
| 2010 | Camp Rock 2: The Final Jam           | Shane Gray  | Hoofdrol  |
| 2010 | Jonas L.A.                           | Zichzelf    | Hoofdrol  |
| 2010 | So Random!                           | Zichzelf    | Gastrol   |
| 2010 | 90210                                | Zichzelf    | Gastrol   |
| 2016 | Zoolander 2                          | Zichzelf    | Gastrol   |
| 2019 | Chasing Happiness                    | Zichzelf    | Hoofdrol  |
| 2022 | Devotion                             | Marty Goode | Hoofdrol  |

## Discografie

### Albums
| Album met eventuele hitnotering(en) in de Nederlandse Album Top 100 | Datum van verschijnen | Datum van binnenkomst | Hoogste positie | Aantal weken | Opmerkingen |
| ------------------------------------------------------------------- | --------------------- | --------------------- | --------------- | ------------ | ----------- |
| Fastlife                                                            | 07-10-2011            | 15-10-2011            | 85              | 1            |             |

| Album met hitnotering(en) in de Vlaamse Ultratop 200 albums | Datum van verschijnen | Datum van binnenkomst | Hoogste positie | Aantal weken | Opmerkingen |
| ----------------------------------------------------------- | --------------------- | --------------------- | --------------- | ------------ | ----------- |
| Fastlife                                                    | 2011                  | 15-10-2011            | 42              | 3            |             |

### Singles
| Single met hitnotering(en) in de Vlaamse Ultratop 50 | Datum van verschijnen | Datum van binnenkomst | Hoogste positie | Aantal weken | Opmerkingen |
| ---------------------------------------------------- | --------------------- | --------------------- | --------------- | ------------ | ----------- |
| See no more                                          | 20-06-2011            | 09-07-2011            | tip15           | -            |             |
| Just in love                                         | 19-09-2011            | 15-10-2011            | tip22           | -            |             |

- Bibsys: 9013631
- Bibliothèque nationale de France: cb157343501 (data)
- Gemeinsame Normdatei: 1031169083
- International Standard Name Identifier: 0000 0001 1449 8610
- Library of Congress Control Number: no2009044705
- Nationale Bibliotheek van Letland: 000342413
- MusicBrainz: 79e1bb77-fd8b-42ab-8043-892af5370f0b
- Nationale Bibliotheek van Tsjechië: osa2010567305
- Nationale Bibliotheek van Israël: 987007374456505171
- Nationale Bibliotheek van Polen: a0000002305772
- Système universitaire de documentation: 161904599
- Virtual International Authority File: 83628509
- WorldCat: E39PBJw4GXhx4cdKTht86qxdQq